# Расул Гамзатов
Расу́л Гамза́тов (ав. Расул ХІамзатов; 8 вересня 1923, Цада Дагестанської АРСР — 3 листопада 2003, Москва) — аварський поет, письменник, публіцист, перекладач, політичний діяч. Свої вірші писав переважно, майже виключно, аварською мовою.

## Біографія
Расул Гамзатов народився 8 вересня 1923 року в аварському аулі Цада Хунзахського району Дагестану в родині Гамзата Цадаси (1877—1951) — народного поета Дагестану.
Навчався в Аранінській середній школі. У 1939 році закінчив Аварське педагогічне училище. До 1941 року працював шкільним вчителем, потім — помічником режисера в театрі, журналістом в газетах і на радіо.
З 1945 по 1950 роки навчався в Літературному інституті імені А. М. Горького в Москві.
Обирався депутатом Верховної Ради Дагестанської АРСР, заступником Голови Президії Верховної Ради Дагестанської АРСР (1980—1990), депутатом і членом президії Верховної Ради СРСР. Кілька десятиліть був делегатом письменницьких з'їздів Дагестану, РРФСР і СРСР, членом бюро солідарності письменників країн Азії і Африки, членом Комітету з Ленінської і Державної премій СРСР, членом правління Радянського комітету захисту миру, заступником Голови Радянського комітету солідарності народів Азії і Африки.
Депутат Ради Союзу Верховної Ради СРСР 6-11 скликань (1962—1989) від Дагестанської АРСР. У 1962—1966 роках і з 1971 року був членом Президії Верховної Ради СРСР. Народний депутат СРСР (1989—1991). Дійсний член Петровської академії наук і мистецтв.
У 1973 році підписав лист групи радянських письменників до редакції газети «Правда» про Солженіцина і Сахарова.
Помер 3 листопада 2003 року у Центральній клінічній лікарні міста Москви. Похований на старому мусульманському кладовищі в Тарки, біля підніжжя гори Тарки-Тау, поруч з могилою дружини.

## Творча діяльність
Расул Гамзатов почав писати вірші в 1932 році, друкуватися — в 1937 році, в республіканській аварській газеті «Більшовик гір». Перша книга аварською мовою вийшла в 1943 році. Також він перекладав на аварську мову класичну і сучасну російську літературу, в тому числі О. С. Пушкіна і М. Ю. Лермонтова, В. В. Маяковського і С. О. Єсеніна.
В Літературному інституті ім. А. М. Горького Гамзатов познайомився і потоваришував з молодими поетами, Наумом Гребньовим, Яковом Козловським, Оленою Ніколаєвською, Володимиром Солоухіним, які почали перекладати його вірші на російську мову. Поеми і вірші Гамзатова перекладали також Ілля Сельвинський, Сергій Городецький, Семен Ліпкин, Яків Хелемський, Юлія Нейман, Роберт Рождественський, Андрій Вознесенський, Юнна Моріц, Юрій Агєєв, Дмитро Філімонов, Шапі Казієв, Марина Ахмедова-Колюбакіна, Сергій Соколкін. Науму Гребньову належить переклад особливо широко відомих «Журавлів», які стали піснею з ініціативи та у виконанні М. Н. Бернеса в 1969 році. Твори Гамзатова перекладені на десятки мов народів Росії і світу. Серед інших віршів Гамзатова, які стали піснями, широко відомі, наприклад, «Исчезли солнечные дни». З Гамзатовим тісно працювали багато композиторів, в тому числі Дмитро Кабалевський, Ян Френкель, Раймонд Паулс, Юрій Антонов, Олександра Пахмутова; серед виконавців пісень на його вірші — Анна Герман, Галина Вишневська, Муслім Магомаєв, Йосип Кобзон, Валерій Леонтьєв, Софія Ротару, Вахтанг Кікабідзе, Марк Бернес, Дмитро Хворостовський.
Расул Гамзатов неодноразово виступав на творчих вечорах лезгінськтх письменників, таких як Кіяс Меджидов, Алірза Саїдов, Шах-Емір Мурадов, Байрам Салімов, був близьким другом народного художника Дагестану Салавата Салаватова, який намалював обкладинку до однієї з його грамплатівок і серію портретів його батька — Гамзата Цадаси, тісно спілкувався з Йосипом Кобзоном і Євгеном Примаковим.
Р. Гамзатов був членом редколегії журналів «Новый Мир», «Дружба народов», газет «Литературная газета», «Литературная Россия», інших газет і журналів. З 1951 року і до кінця життя очолював письменницьку організацію Дагестану.
Видано десятки його поетичних, прозових і публіцистичних книг аварською, російською і десятками інших мовах Дагестану, Кавказу і всього світу.

## Нагороди
Народний поет Дагестанської АРСР (1959). Нагороджений медаллю «За доблесну працю у Великій Вітчизняній війні 1941—1945 рр.». Герой Соціалістичної Праці (1974). Лауреат Ленінської (1963), Сталінської премії третього ступеня (1952), премії РРФСР ім. Горького (1980). Кавалер 4-х орденів Леніна (1960, 1973, 1974, 1983).
Орден Святого апостола Андрія Первозванного (8 вересня 2003) — за видатний внесок у розвиток вітчизняної літератури та активну громадську діяльність.